# 崔周度
崔周度（？—952年），五代十国后周官员，齐州（今山东省济南市）人。
父亲崔光表，举进士甲科，卢质担任横海军节度使，征召他为支使。崔周度有文学素质，初任长芦县令，入朝历任监察御史、右补阙，因家在齐州，想要安排身后安葬之事，恳求外任，于是被任命为泰宁军节度判官。性情刚烈，又以曾经担任谏官，眼见凶暴主帅不法行为，不忍坐视其弊，于是极言劝谏慕容彦超，说：“鲁是诗书之国，自从伯禽以来虽不能称霸诸侯，然而用礼义守护，可以长存于世。慕容公对国家并无私恨，为什么自我怀疑，况且主上开导诫谕关怀备至，假如撤去防备归降投诚，就可以坐享太山那样的平安了。难道没看见杜重威、安从进、李守贞结果干成了什么。”慕容彦超大怒。官军围城，慕容彦超搜刮士人百姓的财产来供应军需，阎弘鲁把全部家产献出，但慕容彦超仍然认为他有所隐瞒，命令崔周度搜索阎家。崔周度对阎弘鲁说：“阎公死生之命，就系连在献出财产的多少上，应该无所吝惜。”阎弘鲁流泪叩拜他的妻子侍妾说：“拿出全部所有的财物来救我免死。”都说：“一点儿也没有了。”崔周度将情况告诉慕容彦超，慕容彦超不相信，拷打死阎弘鲁夫妻，认为崔周度袒护包庇阎弘鲁，将他在闹市斩首。郭威平定兖州，追赠崔周度为秘书少监。